# Philip Tomasino
Philip Tomasino (Mississauga, Ontario, 28 de julio de 2001), apodado Tommer, es un jugador profesional canadiense de hockey sobre hielo que se desempeña en la posición de centro en Pittsburgh Penguins, equipo de la National Hockey League (NHL).

## Carrera
Fue seleccionado en la primera ronda en la NHL Entry Draft de 2019. En 2021 hizo su debut profesional con el equipo Nashville Predators, donde jugó cuatro temporadas.
El 25 de noviembre de 2024, fue traspasado a los Pittsburgh Penguins a cambio de una selección de cuarta ronda del Draft de la NHL de 2027.